# Ulrich Meurer
Ulrich „Uli“ Meurer (* 21. April 1954 in Andernach; † 17. August 2016 in Berlin) war ein deutscher AIDS-Aktivist. Er wurde bekannt durch sein deutschlandweites Engagement und seine Pionierarbeit in der AIDS-Hilfe. Er war von 1988 bis 1990 Vorstandsmitglied und Pressesprecher der Deutschen AIDS-Hilfe und wurde 2012 für sein berufliches und ehrenamtliches Engagement mit dem Bundesverdienstkreuz ausgezeichnet.

## Leben
Ulrich Meurer wuchs im Rheinland auf und studierte nach seinem Abitur Philosophie. Durch sein politisch aktives und intellektuelles familiäres Umfeld war er schon früh sozial engagiert. Sein jüngerer Bruder Harald Meurer gründete 1999 das erste deutsche Spendenportal HelpDirect.org und erhielt ebenfalls 2012 das Bundesverdienstkreuz für seine Verdienste als Internetpionier.
Mitte der 1980er-Jahre engagierte sich Ulrich Meurer gegen die Politik von Peter Gauweiler. Der CSU-Politiker wurde damals heftig für seinen „Maßnahmenkatalog zur Abwehr von AIDS“ kritisiert.
1985 war Meurer maßgeblich am Aufbau der AIDS-Hilfe in Karlsruhe beteiligt. Von 1988 bis 1990 war er Vorstandsmitglied der Deutschen AIDS-Hilfe, wo er von 2009 bis 2011 die Berliner Landesebene im Delegiertenrat vertrat. Er war außerdem HIV-Referent der Berliner AIDS-Hilfe, wo er von 2005 bis 2012 ebenfalls im Vorstand war.
1989 gründete Meurer das Café PositHIV in Berlin mit – ein nichtkommerzielles Selbsthilfeprojekt für Menschen mit HIV und AIDS. Das Café diente in den Jahren danach als Vorbild für vergleichbare Projekte in anderen deutschen Städten. Ulrich Meurer war außerdem Mitglied im Nationalen AIDS-Beirat und gehörte 1996 zu den Initiatoren des „Netzwerk plus“, das zu einer bundesweiten Anlaufstelle für Menschen mit HIV und AIDS wurde. 1998 rief er mit der Deutschen AIDS-Hilfe den Konrad-Lutz-Preis ins Leben, mit dem künstlerische Arbeiten zum Leben mit HIV und AIDS ausgezeichnet werden.
Meurer lebte nach seiner Jugend im Rheinland zuerst in Karlsruhe und zog 1988 nach Berlin, wo er im August 2016 nach kurzer, schwerer Krankheit starb.

## Auszeichnungen
- 2012: Bundesverdienstkreuz am Bande für sein Engagement in der AIDS-Hilfe Deutschland